# Escut de la Vall d'Aran
L'escut oficial de la Vall d'Aran té el següent blasonament:
Escut truncat: al primer, d'argent, una clau en faixa de sable; al segon, d'or, quatre pals de gules. Per timbre, una corona oberta del segle xiv dels reis d'Aragó.

## Història
La llei 16/1990, de 13 de juny, de règim especial de la Vall d'Aran, al Títol I, article 4, especificava que el símbol del 
Conselh Generau d'Aran era l'escut tradicional d'Aran. Ara bé, l'escut tradicional aranès coincidia amb l'escut de Catalunya, això és, els quatre pals de gules en camper d'or i, per tant, se'n va haver de crear un d'específic. Per això s'hi va afegir la clau amb la creu a la dent, una clara al·lusió al paper que ha representat l'Església a la història de la vall; un escut semblant, amb els pals i una clau, tot i que col·locada invertida, es troba a la casa Lanhèu de Salardú. La clau també fa referència al paper estratègic de l'Aran entre l'Estat espanyol i el francès, i igualment es pot relacionar amb l'Armari de les Sis Claus, lligat als sis Terçons d'Aran, en què calia que hi hagués present un conseller de cada terçó amb la seva pròpia clau per poder fer ús de la documentació i els béns del Govern aranès, custodiats en aquest armari.
La corona reial representa l'Aran des del Tractat d'Emparança del 1175, signat per Alfons el Cast; es representa segons la forma tradicional de la corona dels reis d'Aragó al segle xiv. La forma del camper és l'anomenat escut quadrilong ibèric, amb el peu arrodonit.
El 10 d'octubre del 1993, el Conselh Generau d'Aran va aprovar l'escut en la forma actual.